# Trudi Canavan
Trudi Canavan, nacida el 23 de octubre de 1969, es una escritora australiana de novelas de fantasía conocida sobre todo por sus trilogías Crónicas del mago negro y Age of the Five. Mientras emprendía su carrera como escritora, trabajó de diseñadora gráfica. En la actualidad ha terminado de escribir su tercera trilogía, La espía Traidora, cuyo último libro, The Traitor Queen, ha aparecido en inglés en verano de 2012. El próximo proyecto de Canavan es un entorno fantástico totalmente nuevo para la trilogía Millenium's Rule, que tratará de múltiples mundos con distintos niveles de magia entre los cuales pueden viajar los personajes.

## Biografía
Canavan nació en Kew, en Melbourne, Australia, y creció en el suburbio de Ferntree Gully. Desarrolló una afición muy temprana por el arte, la escritura y la música. Tras decidir convertirse en artista profesional, obtuvo un Certificado Avanzado en soportes publicitarios en la Escuela de Decoración de Melbourne (Melbourne College of Decoration).
En 1995 creó The Telltale Art, una empresa independiente que se especializaba en servicios de diseño gráfico. En ese mismo año comenzó a trabajar para Aurealis, una revista australiana de fantasía y ciencia ficción, donde realizó todo tipo de tareas, desde la edición de portadas e ilustraciones hasta la lectura de manuscritos, pasando por la creación de páginas web y el envío de correo. Este trabajo le permitió escribir durante su tiempo libre. Estudió varios cursos sobre escritura a partir de los veinticinco años, con los que refinó su habilidad como escritora de ficción.
Su carrera despegó a partir de 1999, cuando ganó el premio Aurealis al mejor relato corto de fantasía con Whispers of the Mist Children. En 2001 publicó El Gremio de los Magos, protagonizado por Sonea, una niña de las barriadas perseguida por su capacidad mágica. La novela, que dio inicio a sus Crónicas del Mago Negro, fue todo un éxito, y el segundo volumen de la trilogía, La aprendiz (2002), fue candidato al premio Aurealis a la mejor novela de fantasía. El tercer libro, El Gran Lord, se publicó en enero de 2003. Los tres entraron en la lista de los diez libros más vendidos de ciencia ficción en Australia, y la trilogía está traducida al alemán, danés, italiano, polaco, checo, francés y español, entre otros.
La segunda trilogía de Canavan, Age of the Five, también fue bien recibida por sus lectores. El primer volumen de la serie, Priestess of the White, alcanzó el tercer puesto en la lista de los libros de ficción más vendidos del Sunday Times, y aguantó seis semanas entre los diez primeros. A principios de 2006, Canavan firmó un contrato de siete cifras con la editorial Orbit para escribir una precuela y tres nuevos libros que continuaran su trilogía El mago negro. La precuela, llamada La maga (The Magician's Apprentice), apareció en inglés en febrero de 2009 y en español en febrero de 2012.
En agosto de 2012 apareció The Traitor Queen, conclusión de su trilogía más reciente, La espía Traidora. El primer libro, La misión del embajador (The Ambassador's Mission) fue publicado en septiembre de 2012 en español. El segundo volumen, La renegada (The Rogue) apareció en noviembre de 2012, y el tercero, La reina Traidora (The Traitor Queen), salió en marzo de 2013.
En la actualidad, Canavan está escribiendo Thief's Magic, el primer volumen de la trilogía Millennium's Rule que se publicará a partir de 2014.

## Premios
- Sus trabajos como ilustradora para Aurealis y Eidolon fueron nominados a un Premio Ditmar a la mejor obra de arte profesional en 1997.[9]
- Whispers of the Mist Children ganó un premio Aurealis al mejor relato corto de fantasía publicado en 1999.[4]
- La aprendiz fue candidata al premio Aurealis a mejor novela de fantasía en 2003.[10]
- En los premios Ditmar de 2004, Canavan ganó el premio al mejor relato corto con Room for Improvement, publicado en Foreign Shores; El gran lord fue nominada a mejor novela de fantasía, y su portada para Fables & Reflections 5 fue candidata al premio a mejor obra de arte profesional.[11]
- La maga ganó el Premio Aurealis a la mejor novela de ficción" de 2010.[12]

## Obras Escritas

### Serie de Kyralia
- Crónicas del Mago Negro (The Black Magician trilogy)
  - El Gremio de los Magos (The Magicians' Guild) (2001)
  - La aprendiz (The Novice) (2002)
  - El Gran Lord (The High Lord) (2003)
- La maga (2009) (Precuela de las Crónicas del mago negro)
- La espía Traidora (The Traitor Spy trilogy)
  - La misión del embajador (The Ambassador´s Mission) (2010)
  - La renegada (The Rogue) (2011)
  - La reina Traidora (The Traitor Queen) (2012) (marzo de 2013 en español)

### Serie de Ithania
- La Era de los Cinco Dioses (The Age of the Five trilogy)
  - La Sacerdotisa Blanca (2005)
  - La Hechicera Indomita (2006)
  - La Voz de los Dioses (2006)

### La Ley del Milenio
- La Ley del Milenio (Millennium's Rule Series)
  - Magia Robada (2014)[1]
  - Ángel de Tormentas (2015)
  - La promesa del sucesor (2018)
  - Maker's curse (2020)

### Historias Cortas
- Whispers of the Mist Children (1999) en Aurealis nº 23
- Room for Improvement
- The Mad Apprentice en la antología Epic[13]
- Camp Follower en la antología Fearsome Journeys[14]